# Tocón (Quéntar)
Tocón (también conocida como Tocón de Quéntar) es una localidad y pedanía española perteneciente al municipio de Quéntar, en la provincia de Granada. Está situada en la parte oriental de la comarca de la Vega de Granada. Cerca de esta localidad se encuentran los núcleos de Padules y La Peza.

## Demografía
Según el Instituto Nacional de Estadística de España, en el año 2021 Tocón contaba con 83 habitantes censados, lo que representa el 8,41% de la población total del municipio.

## Cultura

### Fiestas
Sus fiestas populares se celebran cada año en el primer fin de semana de agosto en honor al patrón de la localidad, San José.

#### Chiscos
El 17 de enero tiene lugar la celebración el día de San Antón con los tradicionales chiscos granadinos. Para ello se prepara una gran hoguera en la plaza del pueblo donde se reúnen lugareños y visitantes alrededor del fuego; en las distintas casas también se realizan fogatas para quemar muebles viejos, palés, etc.
Una vez prendidas las hogueras se procede al mancheo, es decir, a girar verticalmente el mancho, que está formado por tocha (esparto seco) y unas cuantas hojas verdes también de esparto. Los manchos tienen forma de tea, siendo el resultado de agrupar gabillas de tocha atándolos longitudinalmente mediante las hojas verdes de esparto. Finalmente se trenza uno de los extremos y se hace un nudo en la punta, de forma que todo el conjunto sea resistente al giro vertical.
Para manchear hay que acercar el extremo "barbudo" del mancho al borde de la fogata hasta que empieza a prender. Entonces se realiza esa especie de "círculos de fuego" característicos del mancheo, que puede durar entre diez y quince minutos en función de su longitud.
Estos manchos, típicos de buena parte de Granada, tienen la peculiaridad en Tocón de que los realizan los más pequeños, y luego los venden a precios muy económicos. La gente pasa la jornada comiendo y bebiendo los productos que los propios vecinos aportan.